# Макклинток (проток)
Макклинток (на английски: McClintock Channel) е проток в Северния ледовит океан, в централната част на Канадския арктичен архипелаг, между островите Виктория и Стефансон на запад и Принца на Уелс на изток. Дължината му от север на юг е 274 km, а ширината му – от 105 km на север до 209 km на юг. На север се свързва с протока Вайкаунт-Мелвил (съставна част на Северозападния морски път), а на юг – с протока Франклин, залива Ларсен и протока Виктория (двата протока и заливът са също съставни части на Северозападния морски път). Границата с тях преминава от нос Суинбърн (на остров Принца на Уелс), през остров Гейтсхед до нос Пели (на остров Виктория). Дълбочината му варира от 120 m на юг до 300 m на север. Бреговете му са предимно ниски, равнинни, но силно разчленени от множество малки заливи и фиорди (Омани, Аклънд, Денмарк, Норуей и др.), вклиняващи се дълбоко навътре в съседните острови. Десет месеца от годината е покрит с ледове и само през август и септември е плавателен за морски кораби, но задължително съпроводени от ледоразбивач.
Северният вход на протока Макклинток е открит през лятото на 1819 г. от британската полярна експедиция, възглавявана от Уилям Едуард Пари. Източните му брегове (на остров Принца на Уелс) са открити и първично изследвани и картирани през 1850 – 1851 г. от флотските лейтенанти Еразъм Омани и Шерард Осбърн, участници в британската полярна експедиция на Хорацио Остин, а западните му брегове (на остров Виктория) – през 1905 г. от норвежкия полярен изследовател Руал Амундсен, по време на първото извършено от него плаване през Северозападния морски път (1903 – 1906 г.).